# Amphiesma flavifrons
Amphiesma flavifrons là một loài rắn trong họ Colubridae. Loài này được Boulenger mô tả khoa học đầu tiên năm 1887.